# Premi Oscar 1998
La 70ª edizione della cerimonia di premiazione dei Premi Oscar si è tenuta il 23 marzo 1998 allo Shrine Auditorium di Los Angeles. Il conduttore della serata è stato l'attore comico statunitense Billy Crystal.
La serata ha visto il trionfo del film Titanic, vincitore di 11 statuette (record insieme a Ben-Hur e Il Signore degli Anelli - Il ritorno del re) su 14 candidature.

## Vincitori e candidati
Vengono di seguito indicati in grassetto i vincitori. Dove ricorrente e disponibile, viene indicato il titolo in lingua italiana e quello in lingua originale tra parentesi.

### Miglior film
- Titanic, regia di James Cameron
- Qualcosa è cambiato (As Good as It Gets), regia di James L. Brooks
- Full Monty - Squattrinati organizzati (The Full Monty), regia di Peter Cattaneo
- Will Hunting - Genio ribelle (Good Will Hunting), regia di Gus Van Sant
- L.A. Confidential, regia di Curtis Hanson

### Miglior regia
- James Cameron - Titanic
- Peter Cattaneo - Full Monty - Squattrinati organizzati (The Full Monty)
- Gus Van Sant - Will Hunting - Genio ribelle (Good Will Hunting)
- Curtis Hanson - L.A. Confidential
- Atom Egoyan - Il dolce domani (The Sweet Hereafter)

### Miglior attore protagonista
- Jack Nicholson - Qualcosa è cambiato (As Good as It Gets)
- Matt Damon - Will Hunting - Genio ribelle (Good Will Hunting)
- Robert Duvall - L'apostolo (The Apostle)
- Peter Fonda - L'oro di Ulisse (Ulee's Gold)
- Dustin Hoffman - Sesso & potere (Wag the Dog)

### Miglior attrice protagonista
- Helen Hunt - Qualcosa è cambiato (As Good as It Gets)
- Helena Bonham Carter - Le ali dell'amore (The Wings of the Dove)
- Julie Christie - Afterglow
- Judi Dench - La mia regina (Mrs. Brown)
- Kate Winslet - Titanic

### Miglior attore non protagonista
- Robin Williams - Will Hunting - Genio ribelle (Good Will Hunting)
- Robert Forster - Jackie Brown
- Anthony Hopkins - Amistad
- Greg Kinnear - Qualcosa è cambiato (As Good as It Gets)
- Burt Reynolds - Boogie Nights - L'altra Hollywood (Boogie Nights)

### Miglior attrice non protagonista
- Kim Basinger - L.A. Confidential
- Joan Cusack - In & Out
- Minnie Driver - Will Hunting - Genio ribelle (Good Will Hunting)
- Julianne Moore - Boogie Nights - L'altra Hollywood (Boogie Nights)
- Gloria Stuart - Titanic

### Miglior sceneggiatura non originale
- Brian Helgeland e Curtis Hanson - L.A. Confidential
- Paul Attanasio - Donnie Brasco
- Atom Egoyan - Il dolce domani (The Sweet Hereafter)
- Hilary Henkin e David Mamet - Sesso & potere (Wag the Dog)
- Hossein Amini - Le ali dell'amore (The Wings of the Dove)

### Miglior sceneggiatura originale
- Ben Affleck e Matt Damon - Will Hunting - Genio ribelle (Good Will Hunting)
- Mark Andrus e James L. Brooks - Qualcosa è cambiato (As Good as It Gets)
- Paul Thomas Anderson - Boogie Nights - L'altra Hollywood (Boogie Nights)
- Woody Allen - Harry a pezzi (Deconstructing Harry)
- Simon Beaufoy - Full Monty - Squattrinati organizzati (The Full Monty)

### Miglior film straniero
- Character - Bastardo eccellente (Karakter), regia di Mike van Diem (Paesi Bassi)
- Al di là del silenzio (Jenseits der Stille), regia di Caroline Link (Germania)
- 4 giorni a settembre (O Que È Isso, Companheiro?), regia di Bruno Barreto (Brasile)
- Segreti del cuore (Secretos del corazón), regia di Montxo Armendáriz (Spagna)
- Il ladro (Vor), regia di Pavel Chukhraj (Russia)

### Miglior fotografia
- Russell Carpenter - Titanic
- Janusz Kaminski - Amistad
- Roger Deakins - Kundun
- Dante Spinotti - L.A. Confidential
- Eduardo Serra - Le ali dell'amore (The Wings of the Dove)

### Miglior scenografia
- Peter Lamont - Titanic
- Jan Roelfs - Gattaca - La porta dell'universo (Gattaca)
- Dante Ferretti - Kundun
- Jeannine Oppewall - L.A. Confidential
- Bo Welch - Men in Black

### Migliori costumi
- Deborah Lynn Scott - Titanic
- Ruth E. Carter - Amistad
- Dante Ferretti - Kundun
- Janet Patterson - Oscar e Lucinda (Oscar and Lucinda)
- Sandy Powell - Le ali dell'amore (The Wings of the Dove)

### Miglior trucco
- Rick Baker e David LeRoy Anderson - Men in Black
- Lisa Westcott, Veronica Brebner e Beverley Binda - La mia regina (Mrs. Brown)
- Tina Earnshaw, Greg Cannom e Simon Thompson - Titanic

### Migliori effetti speciali
- Robert Legato, Mark Lasoff, Thomas L. Fisher e Michael Kanfer - Titanic
- Dennis Muren, Stan Winston, Randal M. Dutra e Michael Lantieri - Il mondo perduto - Jurassic Park (The Lost World: Jurassic Park)
- Phil Tippett, Scott E. Anderson, Alec Gillis e John Richardson - Starship Troopers - Fanteria dello spazio (Starship Troopers)

### Miglior montaggio
- Conrad Buff IV, James Cameron e Richard A. Harris - Titanic
- Richard Francis-Bruce - Air Force One
- Richard Marks - Qualcosa è cambiato (As Good as It Gets)
- Pietro Scalia - Will Hunting - Genio ribelle (Good Will Hunting)
- Peter Honess - L.A. Confidential

### Miglior sonoro
- Gary Rydstrom, Tom Johnson, Gary Summers e Mark Ulano - Titanic
- Paul Massey, Rick Kline, D. M. Hemphill e Keith A. Wester - Air Force One
- Kevin O'Connell, Greg P. Russell e Arthur Rochester - Con Air
- Randy Thom, Tom Johnson, Dennis Sands e William B. Kaplan - Contact
- Andy Nelson, Anna Behlmer e Kirk Francis - L.A. Confidential

### Miglior montaggio sonoro
- Tom Bellfort e Christopher Boyes - Titanic
- Mark P. Stoeckinger e Per Hallberg - Face/Off - Due facce di un assassino (Face/Off)
- Mark Mangini - Il quinto elemento (The Fifth Element)

### Migliore colonna sonora
- Musical o Commedia
  - Anne Dudley - Full Monty - Squattrinati organizzati (The Full Monty)
  - Stephen Flaherty, Lynn Ahrens e David Newman - Anastasia
  - Hans Zimmer - Qualcosa è cambiato (As Good as It Gets)
  - Danny Elfman - Men in Black
  - James Newton Howard - Il matrimonio del mio migliore amico (My Best Friend's Wedding)

- Drammatica
  - James Horner - Titanic
  - John Williams - Amistad
  - Danny Elfman - Will Hunting - Genio ribelle (Good Will Hunting)
  - Philip Glass - Kundun
  - Jerry Goldsmith - L.A. Confidential

### Miglior canzone
- My Heart Will Go On, musica e testo James Horner e Will Jennings - Titanic
- Go the Distance, musica e testo di Alan Menken e David Zippel - Hercules
- How Do I Live, musica e testo di Diane Warren - Con Air
- Journey to the Past, musica e testo di Stephen Flaherty e Lynn Ahrens - Anastasia
- Miss Misery, musica e testo di Elliott Smith - Will Hunting - Genio ribelle (Good Will Hunting)

### Miglior documentario
- The Long Way Home, regia di Mark Jonathan Harris
- 4 Little Girls, regia di Spike Lee
- Ayn Rand: A Sense of Life, regia di Michael Paxton
- Colors Straight Up, regia di Michèle Ohayon
- Waco: The Rules of Engagement, regia di William Gazecki

### Miglior cortometraggio
- Visas and Virtue, regia di Chris Tashima
- Dance Lexie Dance, regia di Tim Loane
- It's Good to Talk, regia di Roger Goldby
- Skal vi være kærester?, regia di Birger Larsen
- Wolfgang, regia di Anders Thomas Jensen

### Miglior cortometraggio documentario
- A Story of Healing, regia di Donna Dewey
- Alaska: Spirit of the Wild, regia di George Casey
- Amazon, regia di Kieth Merrill
- Family Video Diaries: Daughter of the Bride, regia di Terri Randall
- Still Kicking: The Fabulous Palm Springs Follies, regia di Mel Damski

### Miglior cortometraggio d'animazione
- Il gioco di Geri (Geri's Game), regia di Jan Pinkava
- Famous Fred, regia di Joanna Quinn
- Redux Riding Hood, regia di Steve Moore
- Rusalka, regia di Aleksandr Petrov
- La vieille dame et les pigeons, regia di Sylvain Chomet

## Premi speciali

### Premio alla carriera
- Stanley Donen, in apprezzamento ad una quantità di opere segnate da grazia, eleganza, ingegno e innovazione visiva.